# Lorenzo da Brindisi
Lorenzo da Brindisi, al secolo Giulio Cesare Russo o de Rossi (Brindisi, 22 luglio 1559 – Lisbona, 22 luglio 1619), è stato un presbitero, teologo e santo italiano appartenente all'Ordine dei frati minori cappuccini. Proclamato santo da papa Leone XIII nel 1881, nel 1959 venne annoverato tra i Dottori della Chiesa.

## Biografia
Figlio di Guglielmo Russo, o più probabilmente "de Rossi", commerciante veneziano, ed Elisabetta Masella, ancora fanciullo divenne orfano di padre. Studiò nelle scuole esterne dei Francescani conventuali di San Paolo Eremita a Brindisi. Tra il 1565 e il 1567 prese l'abito dei frati conventuali, passando così alla scuola per oblati e candidati alla vita religiosa. L'usanza dei conventuali di far predicare i fanciulli in alcune solennità fece iniziare la sua predicazione pubblica. La morte della madre, oltre che a lasciarlo solo, crea in Giulio notevoli difficoltà economiche, senza per questo ricevere l'aiuto dei parenti, neppure di quel Giorgio Mezosa che fu suo insegnante presso i conventuali. Il ragazzo quattordicenne si trasferì allora a Venezia presso uno zio sacerdote, direttore di una scuola privata e curatore dei chierici di San Marco, potendo così proseguire gli studi e maturare la vocazione nell'Ordine dei frati minori cappuccini.
Il 18 febbraio 1575 vestì l'abito francescano e gli fu imposto dal vicario provinciale, padre Lorenzo da Bergamo, il suo stesso nome: da quel momento divenne padre Lorenzo da Brindisi. A Padova seguì gli studi di logica e filosofia e nuovamente a Venezia quelli di teologia. Il 18 dicembre 1582 venne ordinato sacerdote. Nel 1589 divenne Vicario Generale dell'Ordine in Toscana, nel 1594 Provinciale di Venezia, nel 1596 secondo Definitore Generale, nel 1598 Vicario Provinciale in Svizzera, nel 1599 nuovamente Definitore Generale. Sempre nel 1599 fu posto a guida dei missionari che i cappuccini, su invito del Pontefice, inviarono in Germania. Nell'ottobre del 1601 il religioso chiese di essere uno dei quattro cappellani dediti all'assistenza spirituale delle truppe cattoliche nella guerra contro i turchi. Venne quindi destinato all'accampamento imperiale di Albareale in Ungheria, dove giunse il 9 ottobre e dove si distinse per l'aiuto e per la fermezza durante l'attacco turco. È presente un busto a lui dedicato nel castello di Csókakő, a poca distanza da Albareale.
Nel 1602 ritornò in Italia per partecipare al capitolo dell'Ordine e venne incaricato dall'imperatore Rodolfo II di farsi ambasciatore presso il duca di Mantova Vincenzo Gonzaga, affinché potesse restituire il feudo di Castel Goffredo al marchese di Castiglione Francesco Gonzaga, al quale era stato tolto dopo una lunga disputa. La mediazione fallì.
Il 24 maggio dello stesso anno padre Lorenzo fu eletto vicario generale dell'Ordine, con l'impegno di visitare tutte le province dell'Ordine. Nel triennio del suo generalato poté tornare anche a Brindisi (1604), dove decise di costruire una chiesa con annesso monastero di clausura trovando i finanziatori nel duca di Baviera, nella principessa di Caserta e in altre personalità conosciute durante i suoi viaggi in Europa, mentre il terreno fu quello della sua casa natale.
Nel 1618 si trovò a Napoli, dove venne convinto dai patrizi napoletani a recarsi in Spagna per esporre al re Filippo III le malversazioni del viceré don Pietro Girón, duca di Osuna. Il 26 maggio 1619, evitato l'agguato di sicari e ostacoli di varia natura, padre Lorenzo venne ricevuto alla corte di Filippo III. Al termine del colloquio col sovrano, per conferma alle sue parole, profetizzò la propria morte imminente e che, se lo stesso sovrano non avesse provveduto ai propri sudditi, sarebbe morto entro due anni.

### Morte
Il 22 luglio 1619, giorno del suo 60º compleanno, Lorenzo morì, probabilmente avvelenato. Il 31 marzo 1621, come profetizzato, morì anche Filippo III, che aveva ignorato le richieste napoletane e aveva favorito il viceré don Pietro Girón. Subito dopo la morte le sue spoglie furono trasportate nel Monastero dell'Annunciazione a Villafranca del Bierzo, dove riposano.

## Il culto
Il 1º giugno 1783 Padre Lorenzo venne beatificato da papa Pio VI e l'8 dicembre 1881 fu canonizzato da papa Leone XIII nella Basilica Vaticana.
Nel 1959 venne proclamato Dottore della Chiesa, col titolo di doctor apostolicus, da papa Giovanni XXIII. È oggi patrono della sua città natale, Brindisi, e di numerose altre città e paesi.
È ricordato anche per la sua straordinaria conoscenza della Bibbia nelle tre lingue originali e per la sua fede eucaristica, che lo portava a celebrare sempre la Messa per ore, nonostante le sue molteplici attività.

## Opere
- Mariale
- Lutheranismi hypotyposis
- Explanatio in Genesim
- Quadragesimale primum
- Quadragesimale secundum
- Quadragesimale tertium
- Quadragesimale quartum
- Adventus
- Dominicalia
- Sanctorale
- Sermones de tempore

L'Opera omnia: S. Laurentii a Brundisio Opera omnia a patribus minoribus capuccinis provinciae Venetae e textu originali nunc primum in lucem edita notisque illustrata, a cura di Virgilio Federico Dalla Zuanna, è stata pubblicata a Padova in quindici volumi tra il 1928 e il 1956, e anche, tra il 1927 e il 1956, dall'Editrice Frati Editori di Quaracchi (conservata ad esempio nella Biblioteca Francescana di Palermo);
Suoi manoscritti originali in 13 volumi in pergamena sono depositati presso l'Archivio dei Cappuccini di Mestre.